# Luis Zubeldía
Pour les articles homonymes, voir Zubeldia.
Luis Francisco Zubeldía, né le 13 janvier 1981 à Santa Rosa (Argentine) est un ancien footballeur argentin, reconverti en entraîneur.

## Biographie
Il joue au Club Atlético Lanús entre 1998 et 2004. Il fait partie de l'équipe d'Argentine des moins de 17 ans puis des moins de 20 ans. En 2004, il doit mettre un terme à sa carrière de joueur, dès l'âge de 23 ans, en raison de la maladie de König au genou.
En juin 2008, il devient entraîneur de Lanús, devenant à 27 ans l'entraîneur le plus jeune de l'histoire de la première division argentine. Il obtient de bons résultats, terminant la saison 2008-2009 avec 75 points, le record du club.
En juin 2011, il rejoint le club équatorien du Barcelona Sporting Club. Il démissionne en avril 2012. La même année, il signe avec le Racing Club Avellaneda, jusqu'en 2013.
En janvier 2014, il repart en Équateur, cette fois au Liga de Quito qu'il parvient à qualifier pour la Copa Libertadores. Fin 2015, il devient entraîneur du Santos Laguna au Mexique. Il est limogé en août 2016
En décembre 2016, il signe avec l'Independiente Medellin en Colombie. En juin 2017, il succède à son compatriote Mauricio Pellegrino au Deportivo Alavés (D1 espagnole). Il est limogé le 17 septembre après seulement quatre journées de championnat.

### Liens familiaux
Son frère Gustavo Zubeldía est préparateur physique. Un autre frère, Juan Zubeldía, est un ancien footballeur.